# Bandeira das Antilhas Neerlandesas
A bandeira das Antilhas Neerlandesas ou Holandesas era branca com uma barra horizontal azul ao centro, um terço da tralha da bandeira, sobreposta a uma barra vermelha vertical de mesma medida, também centrada. Na barra azul figuravam cinco estrelas de cinco pontas dispostas em pentágono. As cinco estrelas representavam as cinco ilhas principais - Bonaire, Curaçau, Saba, Santo Eustáquio e São Martinho. Até 1986, existiam seis estrelas. Foram reduzidas para cinco quando a ilha de Aruba deixou de fazer parte do território.

## Outras bandeiras

### Bandeira do Governador
A bandeira do Governador das Antilhas Neerlandesas é uma bandeira militar.

1986-2010
Pré-1986

### Bandeira histórica
Uma sexta estrela nesta bandeira representava Aruba antes da sua secessão em 1986.

1959-1986

### Componentes das Antilhas

Bandeira de Bonaire
Bandeira de Curaçau
Bandeira de Saba
Bandeira de Santo Eustáquio
Bandeira de São Martinho